# 슈테판 트르노바누
슈테판 트르노바누(루마니아어: Ștefan Târnovanu, 2000년 5월 9일 ~ )는 루마니아의 프로 축구 선수로, 리가 I 클럽 FCSB와 루마니아 국가대표팀에서 골키퍼로 활약하고 있다.

## 구단 경력

### FCSB
2019년 9월 29일, 트르노바누가 다음 여름에 FCSB에 합류하기로 미리 합의했다고 발표되었다. 폴리테흐니카 이아시는 20만 유로를 받았고, 향후 이적 가능성에 대한 자본 이득에 대해서도 15%의 이자를 유지했다. 트르노바누는 2021년 5월 19일, FCSB에서 데뷔 전을 치렀으며, 리그에서 0-1로 패한 우니베르시타테아 크라이오바와의 경기에서 90분 풀타임을 소화했다.
12월 20일, 그는 셉시 OSK와의 경기에서 무실점을 기록하며 《가제타 스포르투릴러》 일간지에 의해 최고의 선수 중 한 명으로 선정되었다. 정규 선발 안드레이 블라드의 놀라운 활약 이후, 트르노바누는 2022년 3월 클럽의 주전 골키퍼가 되었다.
2023-24년 시즌에 트르노바누는 39경기에 출전해 가장 많은 클린 시트 (15장)를 기록하며 FCSB의 전국 챔피언십 우승을 도왔다.

## 국가대표팀 경력
2021년 6월, 트르노바누는 미렐 러도이 감독에 의해 연기된 2020년 하계 올림픽에서 루마니아 국가대표팀에 선발되었지만, 어떤 경기에도 출전하지 못했다.
트르노바누는 2022년 5월 24일, UEFA 네이션스리그에서 몬테네그로, [[보스니아 헤르체고비나] 축구 국가대표팀|보스니아 헤르체고비나]], 핀란드와의 조별 리그 개막전 네 경기를 위해 에드와르드 이오르더네스쿠 감독에 의해 처음으로 루마니아 국가대표팀에 소집되었다. 그는 그해 11월 20일, 몰도바와의 원정 친선 경기에서 5-0으로 승리하며 데뷔 전을 치렀다.
2024년 6월 7일, 트르노바누는 UEFA 유로 2024에서 루마니아 국가대표팀에 발탁되었지만, 경기에 출전하지 않았다.